# Nguyễn Phúc Miên Ngung
Nguyễn Phúc Miên Ngung (còn có âm đọc là Ngôn) (chữ Hán: 阮福綿㝘; 1 tháng 1 năm 1830 – 18 tháng 10 năm 1853), hiệu là Mạn Viên (漫園), tự là Hòa Phủ (和甫), tước phong An Quốc công (安國公), là một hoàng tử con vua Minh Mạng nhà Nguyễn trong lịch sử Việt Nam.

## Tiểu sử
Hoàng tử Miên Ngung sinh ngày 7 tháng 12 (âm lịch) năm Kỷ Sửu (năm dương lịch là 1830), là con trai thứ 48 của vua Minh Mạng, mẹ là Tứ giai Huệ tần Trần Thị Huân. Ông là người con thứ sáu của bà Huệ tần. Miên Ngung lúc trẻ thông minh ham học, có tài làm thơ văn. Năm 20 tuổi, ông rời cung dọn ra ở phủ riêng, thông thuộc kinh sử, sách của Bách gia chư tử không sách nào mà không nghiên cứu, lời văn của ông chải chuốt dễ đọc. Đương thời, ông và người anh ruột cùng mẹ là Quảng Ninh Quận công Miên Bật có tiếng ngang nhau. Vua Tự Đức rất quý, bảo rằng: "Hai viên hảo ngọc châu".
Năm Minh Mạng thứ 21 (1840), ông được phong làm An Bình Quận công (安平郡公). Cùng năm đó, vua cho đúc các con thú bằng vàng để ban thưởng cho các hoàng thân anh em, các hoàng tử công và hoàng tử chưa được phong tước. Quận công Miên Ngung được ban cho một con tê giác bằng vàng nặng 5 lạng 7 đồng cân.
Năm Tự Đức thứ 6 (1853), Quý Sửu, ngày 16 tháng 9 (âm lịch), quận công Miên Ngung mất lúc 25 tuổi. Vua Tự Đức biết tin rất thương tiếc, truy tặng làm An Quốc công (安國公), ban thụy là Cẩn Tuệ (謹慧), cho nhiều tiền tuất. Mộ của ông được táng tại Dương Xuân (nay thuộc địa phận phường Thủy Xuân, Huế). Năm Đồng Khánh thứ nhất (1885), cho hợp thờ ông ở đền Thân Huân.
Quận công Miên Ngung có để lại tác phẩm là Mạn Viên thi tập. Tùng Thiện Quận vương Miên Thẩm đề tựa vào tập thơ ấy, cho là vì ông có linh tâm suốt đời xưa, trí sâu xa xét rõ từng tí, phát ra lời văn đều hay cả.
Quận công Miên Ngung có hai con trai và một con gái. Ông được ban cho bộ chữ Sách (彳) để đặt tên cho các con cháu trong phòng. Con trai thứ hai của ông là công tử Hồng Tuần, lúc đầu tập phong, sau bị tội bán trộm từ đường nên bị phế, bắt đổi theo họ mẹ. Năm 1890 đời vua Thành Thái, Hồng Tuần mới được phục lại nguyên họ, năm 1892 mới được phục tước Kỳ ngoại hầu (畿外侯).